# Algoritmo della linea di Bresenham
L'algoritmo della linea di Bresenham (da alcuni chiamato algoritmo del punto medio o anche Cerchi di Bresenham) è un algoritmo di rasterizzazione di linea.
Allo stato attuale è l'algoritmo più usato per la rasterizzazione di linee, soprattutto per la sua bassa richiesta di risorse computazionali.

## Descrizione
Per capire l'algoritmo, semplifichiamo il problema assumendo che {\displaystyle m={\frac {\Delta y}{\Delta x}}} sia compreso tra {\displaystyle 0<m<1}.
Immaginiamo di trovarci ad un passo {\displaystyle i} dell'algoritmo, cioè abbiamo appena determinato quale pixel "accendere", per esempio {\displaystyle p_{1}(x_{1},y_{1})}.
Ora dobbiamo determinare il prossimo pixel da "accendere", chiamiamolo {\displaystyle p_{2}(x_{2},y_{2})}, dove {\displaystyle x_{2}=x_{1}+1}.
La situazione è quella riportata in figura 1, dove dal punto 1 (quello in verde) dobbiamo passare al punto 2 che si può trovare subito a destra, caso A, o in alto a destra, caso B.
- Nel caso A abbiamo {\displaystyle y_{2}=y_{1}};
- Nel caso B abbiamo {\displaystyle y_{2}=y_{1}+1}.

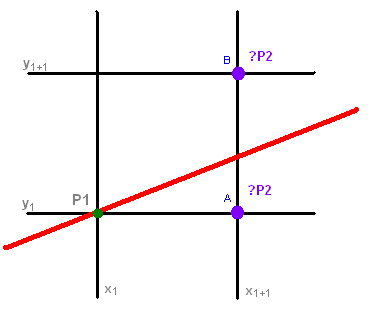
Figura 1

Prendiamo in considerazione il punto {\displaystyle M(x_{1}+1,y_{1}+{1 \over 2})} (Figura 2), punto medio tra A e B.
Se la linea da rasterizzare passa sopra, illumineremo il pixel superiore B, altrimenti il pixel inferiore A.

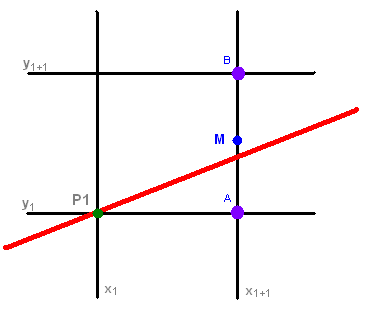
Figura 2

Per determinare se {\displaystyle M} si trova sotto o sopra la retta, consideriamo la forma esplicita dell'equazione della retta:
{\displaystyle y={\frac {\Delta y}{\Delta x}}\cdot x+q}
che può essere riscritta nella forma:
{\displaystyle -\Delta x\cdot y+\Delta y\cdot x+\Delta x\cdot q=0}
Tutti i punti appartenenti alla retta devono verificare l'equazione. Ma questa retta divide anche due semipiani, quello composto da tutti i punti per cui la formula precedente restituisce un valore positivo e quello per cui restituisce un valore negativo. Un esempio dei semipiani lo troviamo nella figura 3.

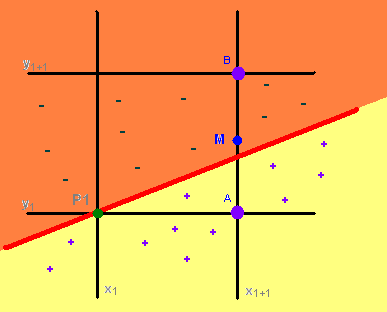
Figura 3

Quindi dalla formula precedente possiamo ricavare il valore decisionale {\displaystyle d}, sostituendo ad {\displaystyle x} ed {\displaystyle y} le coordinate di {\displaystyle M(x_{1}+1,y_{1}+1/2)} (il punto medio tra A e B):
{\displaystyle d=-\Delta x\cdot y_{M}+\Delta y\cdot x_{M}+\Delta x\cdot q}
il quale sarà:
- {\displaystyle d=0}, se il punto giace sulla retta; in questo caso possiamo scegliere in modo indifferente il punto A o il punto B;
- {\displaystyle d<0}, se il punto si trova sopra la retta; in questo caso prendiamo il punto A;
- {\displaystyle d>0}, se il punto si trova sotto la retta; in questo caso prendiamo il punto B.

Nell'algoritmo avremmo necessità ogni volta di sapere se {\displaystyle d} è positivo o negativo.
Ipotizziamo di aver scelto il punto A, in questo caso il nostro punto di partenza {\displaystyle p} è {\displaystyle p(x_{1}+1,y_{1})}, e il nostro nuovo punto medio M è {\displaystyle M(x_{1}+2,y_{1}+{1 \over 2})}.
Invece il nuovo valore di {\displaystyle d} è:
{\displaystyle d_{new}=-\Delta x\cdot y_{M}+\Delta y\cdot x_{M}+\Delta x\cdot q=-\Delta x\cdot \left(y_{1}+{\frac {1}{2}}\right)+\Delta y\cdot (x_{1}+2)+\Delta x\cdot q}
Proviamo a sottrarre al nuovo valore di {\displaystyle d} quello vecchio:
{\displaystyle d_{new}-d_{old}=-\Delta x\cdot \left(y_{1}+{\frac {1}{2}}\right)+\Delta y\cdot (x_{1}+2)+\Delta x\cdot q-\left(-\Delta x\cdot \left(y_{1}+{\frac {1}{2}}\right)+\Delta y\cdot (x_{1}+1)+\Delta x\cdot q\right)}
Semplificando otteniamo:
{\displaystyle d_{new}-d_{old}=\Delta y}
Quindi abbiamo modo di ricavare il nuovo valore {\displaystyle d} in modo più semplice dal vecchio, senza ogni volta rifare tutti i calcoli.
Ora dobbiamo fare l'ipotesi per il caso in cui si sia scelto il punto B.
Abbiamo i nostri nuovi punti:
- {\displaystyle p(x_{1}+1,y_{1}+1)};
- {\displaystyle M(x_{1}+2,y_{1}+1+{1 \over 2})=M(x_{1}+2,y_{1}+{3 \over 2})};

e il nostro nuovo valore {\displaystyle d}:
{\displaystyle d_{new}=-\Delta x\cdot \left(y_{1}+{\frac {3}{2}}\right)+\Delta y\cdot (x_{1}+2)+\Delta x\cdot q}
Ripetiamo la sottrazione:
{\displaystyle d_{new}-d_{old}=-\Delta x\cdot \left(y_{1}+{\frac {3}{2}}\right)+\Delta y\cdot (x_{1}+2)+\Delta x\cdot q-\left(-\Delta x\cdot \left(y_{1}+{\frac {1}{2}}\right)+\Delta y\cdot (x_{1}+1)+\Delta x\cdot q\right)}
Semplificando otteniamo:
{\displaystyle d_{new}-d_{old}=-\Delta x+\Delta y}
Riassumendo, dato un valore {\displaystyle d_{i}}:
{\displaystyle d_{i+1}=\left\{{\begin{matrix}d_{i}-\Delta x+\Delta y,&{\mbox{se }}d_{i}>0\\d_{i}+\Delta y,&{\mbox{se }}d_{i}<0\end{matrix}}\right.}
Non ci rimane che conoscere il valore {\displaystyle d_{0}}; ricordandoci la formula per calcolare {\displaystyle d} e prendendo come punto {\displaystyle p}, {\displaystyle p_{0}(x_{0},y_{0})} ovvero un estremo della retta, abbiamo:
{\displaystyle d=-\Delta x\cdot \left(y_{0}+{\frac {1}{2}}\right)+\Delta y\cdot (x_{0}+1)+\Delta x\cdot q=-\Delta x\cdot y_{0}+\Delta y\cdot x_{0}+\Delta x\cdot q+\left(-{\frac {\Delta x}{2}}+\Delta y\right)}
Nel passaggio abbiamo portato fuori i valori {\displaystyle +1/2} e {\displaystyle +1}. La prima parte della formula corrisponde all'equazione della retta applicata ad un punto della retta, quindi sappiamo che sarà uguale a zero. Infine ci rimane:
{\displaystyle d_{0}=-{\frac {\Delta x}{2}}+\Delta y}

## Algoritmo
Da tutte queste formule possiamo finalmente ricavare l'algoritmo:
Dati due punti {\displaystyle p_{1}} e {\displaystyle p_{2}}, con coordinate (x1,y1) e (x2,y2):
```
DX = x
2
 - x
1

DY = y
2
 - y
1

//il nostro valore d
0

d = - 1/2 * DX + DY

//assegna le coordinate iniziali
x = x
1

y = y
1

disegna_il_punto(x, y)

while
 x 
<
 x
2
 {
       
if
 (d >= 0) {
        d = d -DX + DY;
        y = y + 1;
        x = x + 1;
       }
       
else
 {
        d = d + DY;
        x = x + 1;
       }
       disegna_il_punto(x, y)
}
```

Notiamo che l'algoritmo presenta dei numeri in virgola mobile, i quali richiedono risorse computazionali, un'idea per evitare questa precisione è quella di raddoppiare i valori di {\displaystyle d}:
```
DX = x
2
 - x
1

DY = y
2
 - y
1

//il nostro valore d
0

d = - DX + 2 * DY

//assegna le coordinate iniziali
x = x
1

y = y
1

disegna_il_punto(x, y)

while
 x 
<
 x
2
 {
       
if
 (d >= 0) {
        d = d -2 * DX + 2 * DY;
        y = y + 1;
        x = x + 1;
       }
       
else
 {
        d = d + 2 * DY;
        x = x + 1;
       }
       disegna_il_punto(x, y)
}
```

Abbiamo quindi ottenuto un algoritmo che lavora con numeri interi e semplice da implementare.
Nel caso in cui avessimo x1>x2 allora al posto di aumentare {\displaystyle x} lo diminuiamo mentre i valori decisionali restano uguali, anche se y1>y2 i valori decisionali non variano, in quanto la retta assume pendenza di valore opposto a quello del caso y1<y2 e x1<x2, cambia solo l'incremento della {\displaystyle y} che invece di aumentare, diminuisce, e il valore decisionale resta invariato, in quanto trattiamo la retta sia se x1>x2 sia se y1>y2 come se fosse nel primo caso studiato, nel primo caso sia DX che DY sono maggiori di zero allora prenderemo il valore assoluto, di seguito ricaviamo l'algoritmo:
```
DX = x
2
 - x
1

DY = y
2
 - y
1

//per non scrivere sempre i valori assoluti cambio DY e DX con altre variabili
a=abs(DY)
b=-abs(DX)

//il nostro valore d
0

d = 2*a+b
//assegna le coordinate iniziali
x = x
1

y = y
1

disegna_il_punto(x, y)

//s e q sono gli incrementi di x e y
s=1
q=1
if (x
1
>x
2
) q=-1
if (y
1
>y
2
) s=-1

while
 x 
<
 x
2
 {
       
if
 (d >= 0) {
        d = 2 * (a + b) + d
        y = y + s;
        x = x + q;
       }
       
else
 {
        d = 2 * a + d;
        x = x + q;
       }
       disegna_il_punto(x, y)
}
```

Con questo abbiamo ottenuto le rette con valore di {\displaystyle |m|<1}. Con valore di {\displaystyle |m|>1} dobbiamo fare delle modifiche perché |DY/DX|>1 e questo accade quando DY>DX in questo caso l'approssimazione della linea con l'algoritmo che abbiamo trovato è pessima, visto che viene trattato solo DX come loop, dobbiamo generalizzare l'algoritmo nei casi in cui possiamo avere DY>DX.
Se ruotiamo la retta di 90 gradi possiamo notare che è come se dovessimo applicare lo stesso algoritmo precedente con la coordinata dei due punti da scegliere x invece che {\displaystyle y}, allora in questo caso trattiamo DY come DX e DY come DX, basta quindi scambiare DX e DY e rimanere i valori decisionali invariati, nel loop possiamo avere DX>DY oppure DY>DX ma siccome scambiamo sarà sempre DX>DY, poi nel caso in cui d>=0 avremo che entrambe le coordinate aumentano o diminuiscono di 1, quindi questo caso rimane uguale, cambia invece il caso in cui {\displaystyle d<0} in questo caso infatti dobbiamo decidere se aumentare solo {\displaystyle x} o solo {\displaystyle y} in base al caso che abbiamo. Nel caso normale si aumenta {\displaystyle x}, nel caso DY>DX si scambiano e si aumenta {\displaystyle y}, da questa logica possiamo ricavare l'algoritmo per linee generali che è il seguente:
```
swap = 0;
DX = x
2
 - x
1
;
DY = y
2
 - y
1
;

//siccome scambio DY e DX ho sempre DX>=DY allora per sapere quale coordinata occorre cambiare uso una variabile

if
 (abs(DX) 
<
 abs(DY)) {
   swap(DX, DY);
   swap = 1;
}

//per non scrivere sempre i valori assoluti cambio DY e DX con altre variabili
a = abs(DY);
b = -abs(DX);

//assegna le coordinate iniziali
x = x
1
;
y = y
1
;

//il nostro valore d
0

d = 2 * a + b;

//s e q sono gli incrementi/decrementi di x e y
q = 1;
s = 1;

if
 (x
1
 > x
2
) q = -1;

if
 (y
1
 > y
2
) s = -1;
disegna_punto(x, y);
disegna_punto(x
2
, y
2
);

for
 (k = 0; k 
<
 -b; k+=1) {
   
if
 (d > 0) {
       x= x + q; y= y + s;
       d= d + 2 * (a + b);
   }
   
else
 {
       x = x + q;
       
if
 (swap==1) { y = y + s; x = x - q; }
       d = d + 2 * a;
   }
   disegna_punto(x, y);
}
```